# Тернер-Кук, Джей
Джей Тернер-Кук (англ. Jay Turner-Cooke; род. 31 декабря 2003, Саут-Шилдс, Северо-Восточная Англия) — английский футболист, полузащитник.

## Карьера

### «Ньюкасл Юнайтед»

#### Аренда в «Транмир Роверс»
Воспитанник футбольной академии английского клуба «Сандерленд». В январе 2021 года футболист перешёл в структуру «Ньюкасл Юнайтед». В новом клубе футболист стал выступать за юношескую команду в возрастной категории до 18 лет. В скором времени футболист также стал выступать за молодёжный состав клуба. В сентябре 2022 года футболист стал привлекаться к тренировкам с основной командой клуба. Однако к матчам с основной командой футболист так и не был привлечён, продолжая выступать за молодёжную команду клуба. В конце января 2023 года футболист на правах арендного соглашения присоединился к английскому клубу «Транмир Роверс». В феврале 2023 года футболист также продлил контракт с «Ньюкасл Юнайтед». Дебютировал за клуб футболист 11 февраля 2023 года в матче против клуба «Солфорд Сити», выйдя на замену на 76 минуте. Футболист быстро смог закрепиться в основной команде клуба, чередуя матчи в стартовом составе и со скамейки запасных, результативными действиями не отличившись. По окончании срока арендного соглашения покинул клуб.

#### Аренда в «Сент-Джонстон»
В июне 2023 года футболист начинал подготовку к новому сезону в составе основной команды «Ньюкасл Юнайтед», однако как только начался чемпионат футболист вновь отправился в расположение молодёжной команды. В августе 2023 года футболист на правах арендного соглашения перешёл в шотландский клуб «Сент-Джонстон», соглашение с которым было рассчитано до конца сезона. Дебютировал за клуб футболист 26 августа 2023 года в матче против «Селтика», выйдя на поле в стартовом составе. Однако футболист очень быстро потреля место в стартовом составе и стал оставаться на скамейке запасных. В феврале 2024 года футболист был отозван из шотландского клуба назад в «Ньюкасл Юнайтед». На протяжении первой половины сезона за шотландский клуб футболист результативными действиями не отличился. Вернувшись в «Ньюкасл Юнайтед» футболист был отправлен вновь выступать за молодёжную команду. За основную команду клуба футболист привлекался лишь в межсезонье, принимая участие в товарищеских матчах. В июне 2025 года футболист покинул английский клуб по окончании срока действия контракта.

## Личная жизнь
- Отец Джон Кук (род. 1962) — английский футболист.